# Henri Audurau
Pour l’article ayant un titre homophone, voir Audureau.
Pas d'image ? Cliquez ici

a Compétitions nationales et continentales officielles uniquement.

Henri Audurau, né le 1er juillet 1911 à Boucau et mort le 20 mars 1996 à Bayonne, est un joueur français de rugby à XV et de rugby à XIII évoluant au poste de demi d'ouverture dans les années 1930.
Sa carrière sportive est composée de deux phases. La première se déroule au club de rugby à XV du Boucau Tarnos stade avec lequel il dispute le Championnat de France de rugby à XV en compagnie de Henri Sanz et Félix Bergèse. Il change de code de rugby pour du rugby à XIII et joue à Agen XIII puis rejoint Bordeaux XIII remportant le Championnat de France en 1937 aux côtés de Marcel Nourrit, Henri Mounès, Marcel Villafranca, André Larroche, Raoul Bonamy et Louie Brown.

## Palmarès

### Rugby à XIII
- Collectif :
  - Vainqueur du Championnat de France : 1937 (Bordeaux).
  - Finaliste du Championnat de France : 1936 (Bordeaux).

#### Statistiques en club
| Saison    | Saison        | Championnat           | Championnat | Coupe           | Coupe      |
| Saison    | Saison        | Comp.                 | Class.      | Comp.           | Class.     |
| --------- | ------------- | --------------------- | ----------- | --------------- | ---------- |
| 1935-1936 | Bordeaux XIII | Championnat de France | Finaliste   | Coupe de France | 1/2 finale |
| 1936-1937 | Bordeaux XIII | Championnat de France | Champion    | Coupe de France | 1/2 finale |
| 1937-1938 | Bordeaux XIII | Championnat de France | 1/2 finale  | Coupe de France | 1/4 finale |
| 1938-1939 | Bordeaux XIII | Championnat de France | 1/2 finale  | Coupe de France | 1/2 finale |